# Línia V3 de la Xarxa Ortogonal d'Autobusos de Barcelona
La Línia V3 de Transports Metropolitans de Barcelona forma part de la segona fase de la Xarxa Ortogonal d'Autobusos de la ciutat de Barcelona.
Aquesta línia substitueix a l'antiga Línia 72, la qual discorria des de la Zona Franca fins al Carrer Mandri/Pg. de la Bonanova, on tornava a iniciar el seu recorregut. En direcció a la Zona Franca, aquesta línia surt de Can Caralleu, circula per l'avinguda J.V. Foix i passa per la plaça Reina Maria Cristina. Després continua per la Gran Via Carles III i el carrer Badal fins a la Ciutat de la Justícia. Des d'aquí, segueix el passeig de la Zona Franca fins a l'inici del polígon industrial de la Zona Franca, on s'acaba el recorregut.
Després, direcció a Can Caralleu fa tot el passeig de la Zona Franca fins a la Plaça Ildefons Cerdà on agafa la Rambla Badal fins a arribar a Travessera de les Corts on puja fins a la Plaça Prat de la Riba i després discorre passant per Santa Amèlia i l'Avinguda J.V.Foix fins a arribar de nou a Can Caralleu.
Enllaça mitjançant les àrees d'intercanvi amb l'H4, l'H6, l'H10, l'H12 i l'H16.

## Informació de la línia
| Prestació                                    | Disponibilitat en la línia |
| -------------------------------------------- | -------------------------- |
| Adaptada a                                   | Sí                         |
| TMB iBus (temps d'espera)                    | Sí                         |
| Informació del temps d'espera en les parades | Sí                         |
| Pantalles informatives                       | Sí                         |
| Televisió dins de l'autobús                  | Sí, Canal MouTV            |
| Línia de trànsit ràpid                       | Sí                         |
| Circula en dies festius                      | Sí                         |

## Horaris
| V3        | Primer servei  | Primer servei   | Darrer servei  | Darrer servei   |
| V3        | A: Zona Franca | A: Can Caralleu | A: Zona Franca | A: Can Caralleu |
| Feiners   | 06:05          | 05:45           | 22:45          | 22:05           |
| Dissabtes | 06:05          | 06:00           | 22:45          | 22:05           |
| Festius   | 08:50          | 08:00           | 22:45          | 22:05           |